# 敦賀短期大学
敦賀短期大学（つるがたんきだいがく、英語: Tsuruga Junior College）は、福井県敦賀市木崎78-2-1に本部を置いていた日本の私立大学である。1986年に設置され、2013年に廃止された。大学の略称は敦短（つるたん）もしくは敦短（とんたん）。

## 概観

### 大学全体
- 福井県敦賀市に所在した日本の私立短期大学で、設置主体は学校法人敦賀学園。
- 1986年に敦賀女子短期大学として2学科かつ入学総定員200名体制で開学[注 1]。
- 2006年度入学生より1学科体制に短縮され、2011年度入学生を最後に[注釈 1]2013年に短期大学としての使命を終える[3]。

### 建学の精神（校訓・理念・学是）
- 敦賀短期大学における建学の精神は「教育・文化の向上と人間性豊な人材の育成」となっていた。

### 教育および研究
- 敦賀短期大学には地域総合科学科が設置されており、「リテラシー」・「心理・教育」・「歴史遺産」・「資格課程」・「音楽」・「情報」・「生活安全」の各フィールドからなる。学生自らが将来の進路や興味・関心に応じて各フィールドから科目を自由に選択していくシステムとなっていた。

### 学風および特色
- 敦賀短期大学には、教育支援・子育て支援制度があり、育児する傍らで学業にはげむ社会人学生をサポートしていた。
- 地域密着型の学習を取り入れられているところに特徴があった。

## 沿革
- 1982年
  - 3月29日 短期大学の設置構想を表明する[2]。
  - 4月1日 短期大学設立準備室が設置される[2]。
  - 4月14日 学校法人敦賀学園設立準備室が発足する[2]。
- 1984年
  - 7月3日 短期大学設置の許可申請されるも、継続審査となる[2]。
- 1985年
  - 6月 再申請する[2]。
  - 12月25日 左記を以て文部省[注 2]より短期大学の設置が認可される。
- 1986年
  - 4月1日 左記を以て敦賀女子短期大学（つるがじょしたんきだいがく）として以下の学科体制にて開学[4]。
  - 経営学科 在学者数 女69[5]/定員 100
  - 日本史学科：在学者数は女子15[5]/定員 100
- 1988年 - 瀬戸内寂聴が2代目の学長に就任[6]。
- 1992年 - 中村博が3代目の学長に就任[7]。
- 1996年 - 藏並省自が4代目の学長に就任[8]。
- 1998年
  - 4月1日 男女共学になり、敦賀短期大学に名称変更[9]。
    - 学生数
      - 経営学科：男15、女41[10]
      - 日本史学科：男26、女99[11]
- 2002年 - 佐久田昌昭が5代目の学長に就任。
- 2004年
  - 4月1日 日本史学科の入学定員を100→50に減員[12]。
- 2006年
  - 4月1日 この年度の入学生より日本史学科に経営学科を統合して、地域総合科学科[注 3]とする[13]。
- 2007年
  - 4月1日 地域総合科学科の入学定員を150→120に減員[14]。
- 2011年
  - 4月1日 最後の学生募集となる[注釈 1]。
- 2013年 - 3月末 閉学[16][3]。

## 基礎データ

### 所在地
- 福井県敦賀市木崎78-2-1

### 交通アクセス
- JR北陸本線敦賀駅からバスが運行されていた。

## 教育および研究

### 学科
- 地域総合科学科 入学定員120名

#### 過去の学科体制
経営学科
「経営史」・「マーケティング」・「管理会計」・「情報科学」・「秘書実務」などのビジネス科目を中心としたカリキュラムとなっていた。
日本史学科
全国の短大では有数の学科で、「考古学概論」・「日本古代史」・「日本中世史」・「日本近代史」・「日本近世史」・「歴史地理学」・「日本史演習」などの科目ほか「漆工芸演習」や「紙工芸演習」といったユニークな科目も開講されていた。地域総合科学科の「歴史遺産フィールド」科目に組み込まれていた。

#### 取得資格について
資格
- 学芸員補資格ほか

教職課程
- 中学校教諭二種免許状（社会）：地域総合科学科[注 4]

### 附属機関
- 敦賀短期大学図書館
- 地域交流センター
- 地域総合研究所

### 研究
- 『社会科教育・歴史教育の未来像』[19]
- 『敦賀論叢 : 敦賀短期大学紀要』[20]ほか。

## 学生生活

### 部活動・クラブ活動・サークル活動
- 敦賀短期大学のクラブ活動[17][18]
  - 体育系：球技・ソフトボール・テニスほか
  - 文化系：園芸・茶道・書道・美術・写真・漫画・古文書・国際交流・ 考古学研究会・音楽研究会・文化財研究会ほか

### 学園祭
- 敦賀短期大学の学園祭は「敦短祭」と呼ばれ、2008年度は10月25日・26日に行われた。J Soul Brothersによるライブが催された。

## 大学関係者と組織

### 大学関係者一覧
- 高木孝一 (政治家) - 初代理事長
- 瀬戸内寂聴 - 元学長
- 外岡慎一郎 - 教授
- 三代真史 - 客員教授
- エイジア・キャレラ - 米国の元ポルノ女優。英会話を教えていた。

## 施設

### キャンパス
- ダンススタジオ
- レコーディングスタジオ
- 音楽レッスン室（通称レオパ）
- 漆工芸実習室
- 紙工芸実習室
- 託児ルーム
- とんたん牧場ほか

### 学生食堂
- 敦賀短期大学の学生食堂は、本短大の学生のみならず地域住民も利用できるところに特徴があった。

## 対外関係

### 他大学との協定

#### アメリカ
- タコマ・コミュニティカレッジ

## 社会との関わり
- 「第三回新潟県伝統工芸展」にて出品作品が奨励賞を受賞している。
- 生涯学習や公開講座が催されている。

### 逸話
- 2007年度入学生に、イノシシを素手で絶命させたという学生が出現。一種の社会現象となった。

## 卒業後の進路

### 就職
経営学科
全日空ホテルズ・京都センチュリーホテル・伊藤園ホテルグループ・福井テレビジョン放送・コニックス・ヤマト運輸・近畿日本ツーリスト・黒部峡谷鉄道・東京モノレール・日本通運・伊藤忠商事・江守商事・かちどき薬品・グロリアガス北陸販売・リコー・富山トヨペット・日産プリンス福井販売・日本商事・パロマ・コクヨ・福井トヨタ自動車・ヤナセ・吉忠・石川銀行・コスモ証券・第四銀行・越前信用金庫・富山第一銀行・長浜信用金庫・野村證券・びわこ銀行・福井信用金庫・富士火災海上保険・北國銀行・大倉建設・熊谷組・清水建設・セキスイハイム・三菱地所・アイシン・エィ・ダブリュ・ウラセ・永大産業・クラシエホールディングス・倉敷紡績・栗田工業・三協アルミニウム工業・新日軽・タカラスタンダード・敦賀セメント・東洋紡績・ブルボン・松下電器産業・ヤマハ発動機・YKK・関西電力・中部電力・日本原子力発電・越前たけふ農業協同組合・敦賀市農業協同組合・三方五湖農業協同組合・若狭美浜町農業協同組合など一般企業ほか、大野市役所・村上市役所・峰山町役場等官公庁への就職者もみられる。
日本史学科
USEN・近江鉄道・オリエンタルランド・芝政ワールド・近畿日本ツーリスト・中央観光社・トナミ運輸・日本交通・日本通運・スズケン・伊勢丹・阪急百貨店・ブックオフコーポレーション・ミキハウス・名鉄百貨店・ユニー・横浜そごう・柏崎信用金庫・城南信用金庫・長野銀行・八十二銀行・福邦銀行・和光証券・旭化成・住友金属工業・日立製作所・ヤマサ・北陸電力・野村不動産など一般企業ほか、地方公務員や都道府県警察など官公庁に就職している者もいる。その他、青森県郷土資料館・福井県埋蔵文化財調査センター等の団体関連に就職する者もいる。

### 進学
- 主に歴史学系統の学科を中心に愛知大学、愛知学院大学、国士舘大学、駒澤大学等への編入学。

## 公立大学法人化について
- 本学はいわゆる公設民営大学ではなかったが、学校法人敦賀学園の理事長は敦賀市長が勤めるなど、私立短期大学でありながら敦賀市との関係が深かった。敦賀市は学園運営の厳しさから、短大と同市に所在する敦賀市立看護専門学校とを統合し、新たに看護系の大学（仮称：公立大学法人敦賀大学）の設立を検討していたが[21][22][23]、2011年（平成23年）8月30日開催の敦賀市議会敦賀短期大学等調査特別委員会では当初案であった「敦賀短期大学」と「敦賀市立看護専門学校」との統合による公立大学法人の設立ではなく、両校を廃止し、新規に四年制看護系公立大学を設立する方針が説明された[24][25][26]